# Jared Cunningham
Jared Armon Cunningham (ur. 22 maja 1991 w Oakland) – amerykański koszykarz, występujący na pozycjach rozgrywającego lub rzucającego obrońcy.
28 września 2015 podpisał umowę z klubem Cleveland Cavaliers. 18 lutego trafił w wyniku wymiany do Orlando Magic. Cztery dni później został zwolniony. 16 marca 2016 podpisał 10-dniowy kontrakt z klubem Milwaukee Bucks. Po jego upłynięciu opuścił zespół z Wisconsin. 28 marca powrócił do drużyny Idaho Stampede.
29 sierpnia 2017 został zawodnikiem niemieckiego Bayernu Monachium.
28 listopada 2018 dołączył do włoskiego Basket Brescia Leonessa.
17 stycznia 2020 zawarł umowę z chińskim Szanghaj Sharks. 25 stycznia 2021 został zawodnikiem izraelskiego Bene Herclijja. 15 listopada 2021 podpisał kontrakt z Motor City Cruise.

## Osiągnięcia
Stan na 14 czerwca 2022, na podstawie, o ile nie zaznaczono inaczej.
NCAA
- Zaliczony do:
  - I składu:
    - konferencji Pac-12 (2012)
    - defensywnego konferencji Pac-12 (2011, 2012)
    - turnieju konferencji Pac-12 (2011, 2012)
    - turnieju Legends Classic (2012)

  - II składu konferencji Pac-12 (2011)
- Lider Pac 12 w:
  - średniej przechwytów (2011 – 2,8, 2012 – 2,5)
  - liczbie:
    - punktów (2012 – 645)
    - przechwytów (2012 – 91)
    - celnych (199) i oddanych (270) rzutów wolnych (2012)
    - rozegranych minut (2012 – 1245)

NBA
- Zwycięzca ligi letniej NBA w Las Vegas z Sacramento Kings (2014)

Drużynowe
- Mistrz Niemiec (2018)
- Zdobywca Pucharu Niemiec (2018)
- Brąz Eurocup (2018)

Indywidualne
- MVP Pucharu Niemiec (2018)[14]
- Zaliczony do składu NBA D-League Showcase honorable mention (2015)
- Uczestnik meczu gwiazd niemieckiej ligi BBL (2018)